# Erving (Massachusetts)
Erving es un pueblo ubicado en el condado de Franklin en el estado estadounidense de Massachusetts. En el Censo de 2010 tenía una población de 1.800 habitantes y una densidad poblacional de 48,29 personas por km².

## Geografía
Erving se encuentra ubicado en las coordenadas 42°36′48″N 72°25′35″O / 42.61333, -72.42639. Según la Oficina del Censo de los Estados Unidos, Erving tiene una superficie total de 37.28 km², de la cual 35.79 km² corresponden a tierra firme y (4%) 1.49 km² es agua.

## Demografía
Según el censo de 2010, había 1.800 personas residiendo en Erving. La densidad de población era de 48,29 hab./km². De los 1.800 habitantes, Erving estaba compuesto por el 97.22% blancos, el 0.28% eran afroamericanos, el 0.28% eran amerindios, el 0.22% eran asiáticos, el 0% eran isleños del Pacífico, el 0.39% eran de otras razas y el 1.61% pertenecían a dos o más razas. Del total de la población el 1.78% eran hispanos o latinos de cualquier raza.